# Station Clongriffin
Station Clongriffin is een treinstation in Clongriffin in het Ierse graafschap Dublin. Het ligt aan de lijn Dublin - Belfast en aan de noordelijke tak van DART.  
Naar Dublin rijdt ieder half uur een DART-trein. Daarnaast stoppen sommige forensentreinen uit Drogheda in Clongriffin. In noordelijke richting rijden de meeste treinen tot Malahide, een enkele trein rijdt tot Drogheda. 
Clongriffin heeft vier perrons, waarvan er maar twee worden gebruikt. In een langetermijnplanning is Clongriffin aangewezen als mogelijke aansluiting voor een nieuwe DARTlijn naar het vliegveld van Dublin.